# Ерготизм
Ерготи́зм (від фр. ergot «ріжки») — отруєння, яке відбувається через вживання в їжу алкалоїдів пурпурових (маткових) ріжок, гриба, що паразитує на житі.

## Історичні факти
У середньовіччі відбувалися спалахи та епідемії ерготизму, які скалічили і вбили тисячі людей в Європі. Ерготизм іще відомий як «вогонь святого Антонія», оскільки у значної кількості хворих симптоми проявлялися відчуттям нестерпного жару в кінцівках, а також найкращим засобом його лікування вважали паломництво до храму святого Антонія. Монахи Ордену святого Антонія нібито успішно лікували хворобу. Є припущення, що норвезький король Магнус II у 1069 році помер через ерготизм. Причиною Салемського «суду над відьмами» 1692 р., що відбувся в англійській колонії Массачусетс і закінчився повішенням 19 людей, насправді було масове отруєння сажкою (Claviceps purpurea).
Остання велика епідемія, яка вважається епідемію ерготизму, трапилася на півдні Франції, в місті Пон-Сент-Еспрі в 1951 році — захворіло 250 жителів, 4 з них померли. Однак ряд дослідників причину цієї епідемії вбачали в отруєнні ртуттю або трихлоридом азоту.

## Клінічні ознаки
Симптоми отруєння залежать від клінічної форми, яка проявляється у вигляді гангрени (гангренозна форма) або судом (конвульсивна форма).
Гангренозна форма (ерготизм) розвивається внаслідок того, що у великих дозах алкалоїди ріжок (особливо ерготоксин) спричинюють пошкодження ендотелію судинної стінки. З цією особливістю дії зв'язаний і розвиток тромбангіїта, що проявляється гангреною окремих ділянок тіла. Найтяжчою формою отруєння є конвульсивна, яка характеризується психічними розладами. Як правило, психоз розвивається на 2 — 3-й тиждень, але при значній інтоксикації його можна спостерігати і раніше (на 3-й день від їхнього потрапляння в організм).
З'являються нудота, блювання, пронос, кишкова колька, болі в животі, безсоння, головний біль, сильна втома і оглушеність, збудження центральної нервової системи, психоз, галюцинації, судоми, втрата свідомості, у вагітних жінок можливі викидні.

## Лікування
Промивання шлунка водою з додаванням активованого вугілля, сольові послаблювальні засоби (магнію або натрію сульфат — 25 г на 500 мл води). Вводять під шкіру розчини апоморфіну гідрохлорид 1 % — 1 мл, кофеїну натрію бензоат 20 % — 1 мл, камфори олійний 20 %-2 мл, сибазону 0,5 % — 2 мл, димедролу 1 %-1 мл. При спазмах судин вдихати амілнітрит, нітрогліцерин — під язик, папаверину гідрохлорид 2 % — 2 мл під шкіру, внутрішньовенно розчин глюкози.
При психозах вводять внутрішньом'язово розчин аміназину 2,5 % — 2 мл. Внутрішньом'язово при судомах вводять розчин барбамілу 10 % — 5 мл або хлоралгідрат у клізмі (0,5 г). При серцевій недостатності внутрішньовенно вводять розчин строфантину 0,05 % — 1 мл разом з розчином глюкози, або розчин корглікону 0,06 % — 1 мл.